# Трізен (футбольний клуб)
Трізен (нім. Fussballclub Triesen) — ліхтенштейнський футбольный клуб з міста Трізен. Виступає в швейцарській Третій лізі. Клуб заснований 1932 року. Домашні матчі команда проводить на стадіоні Шпортплац Блюменау.

## Досягнення
Чемпіонат Ліхтенштейну
- Чемпіон (3 рази, рекорд): 1934, 1935, 1937

Кубок Ліхтенштейну
- Володар (8 разів): 1946, 1947, 1948, 1950, 1951, 1965, 1972, 1975
- Фіналіст (10 разів): 1949, 1952, 1953, 1954, 1958, 1959, 1964, 1967, 1968, 1969